# Tempestade Éowyn
A tempestade em 24 de janeiro
A tempestade Éowyn (/ˈeɪoʊwɪn/"Ai-ô-vii") foi um poderoso ciclone extratropical que quebrou recordes e atingiu a Irlanda, a Ilha de Man e o Reino Unido em 24 de janeiro de 2025, atingindo a Noruega na noite de 24 para 25 de janeiro de 2025. A vigésima sétima tempestade da temporada europeia de tempestades de vento de 2024-25 (e a quinta a ser nomeada pelo grupo ocidental, que inclui Reino Unido, Irlanda e Holanda), Éowyn foi nomeada pelo Met Office do Reino Unido em 21 de janeiro de 2025.
Alertas meteorológicos vermelhos foram emitidos na Irlanda, Escócia e na Ilha de Man, enquanto alertas laranja (âmbar) e amarelos foram emitidos em todo o País de Gales, Inglaterra e Noruega, antes da tempestade se intensificar rapidamente. Foi o ciclone mais poderoso e severo a atingir a Irlanda desde o ciclone Debbie em 1961, com ventos quebrando um recorde de 80 anos para o país, a tempestade de vento mais significativa para a Irlanda do Norte desde a tempestade do Boxing Day de 1998 e a  tempestade de vento mais forte no Reino Unido por mais de uma década.

## Nomeação
Em 21 de janeiro de 2025, o Met Office do Reino Unido deu o nome "Éowyn" para a quinta tempestade da temporada 2024-2025. Éowyn é uma personagem fictícia do romance O Senhor dos Anéis  e o nome foi retirado de uma lista baseada em sugestões do público.

## Alertas
Os primeiros alertas para o sistema foram emitidos em 20 de janeiro e a tempestade foi nomeada um dia depois. No dia da nomeação o Met Office emitiu alertas amarelos devido a ventos fortes de cerca de 130km/h para as costas expostas na Irlanda do Norte, norte da Inglaterra, noroeste do País de Gales e oeste da Escócia.
No dia 23 os alertas foram aumentados para vermelhos na Irlanda do Norte, bem como para o centro e o sudoeste da Escócia, e os serviços de defesa civil enviaram avisos para os 4.5 milhões de celulares pedindo que as pessoas ficassem em casa nas cidades que seriam mais fortemente atingidas. Em outras regiões do Reino Unido os alertas permaneceram laranjas e amarelos. "As condições ficam úmidas e ventosas nas primeiras horas da manhã de sexta-feira [24 de janeiro], com a chegada da tempestade Éowyn, com a chuva começando a formar neve em partes da Irlanda do Norte, Escócia e terras altas no norte da Inglaterra", dizia o texto divulgado.
"Danoso, destrutivo e perigoso: este é um evento multirrisco de âmbito nacional, com velocidades de vento associadas raramente previstas para a Irlanda", dizia o aviso do Met Éireann.

## Ciclone-bomba
Em 24 de janeiro a tempestade passou por um processo chamado "ciclogênese explosiva", e se transformou no que é popularmente chamado ciclone-bomba. Segundo o Met Office, "a menor pressão registrada para a tempestade Éowyn foi de 941,9 hPa na Ilha de Tiree, o menor valor desde que a nomenclatura de tempestades foi introduzida em 2015 e a menor profundidade de pressão no Reino Unido desde 24 de dezembro de 2013". 941 hPa equivale à pressão de alguns furacões, como alguns da temporada do Atlântico em 2024.

## Ventos
Na Irlanda, um jato de ferrão se desenvolveu perto de onde uma rajada de vento de 183 km/h foi registrada perto da costa - um jato de ferrão é uma pequena área de ventos muito intensos que às vezes pode se formar em sistemas meteorológicos poderosos, explicou o Met Office.

### Tornado
Um pequeno tornado foi reportado em Quintrell Gardens, na Cornualha, e algumas casas foram danificadas. Tornados não são incomuns quando ciclones-bomba se desenvolvem.

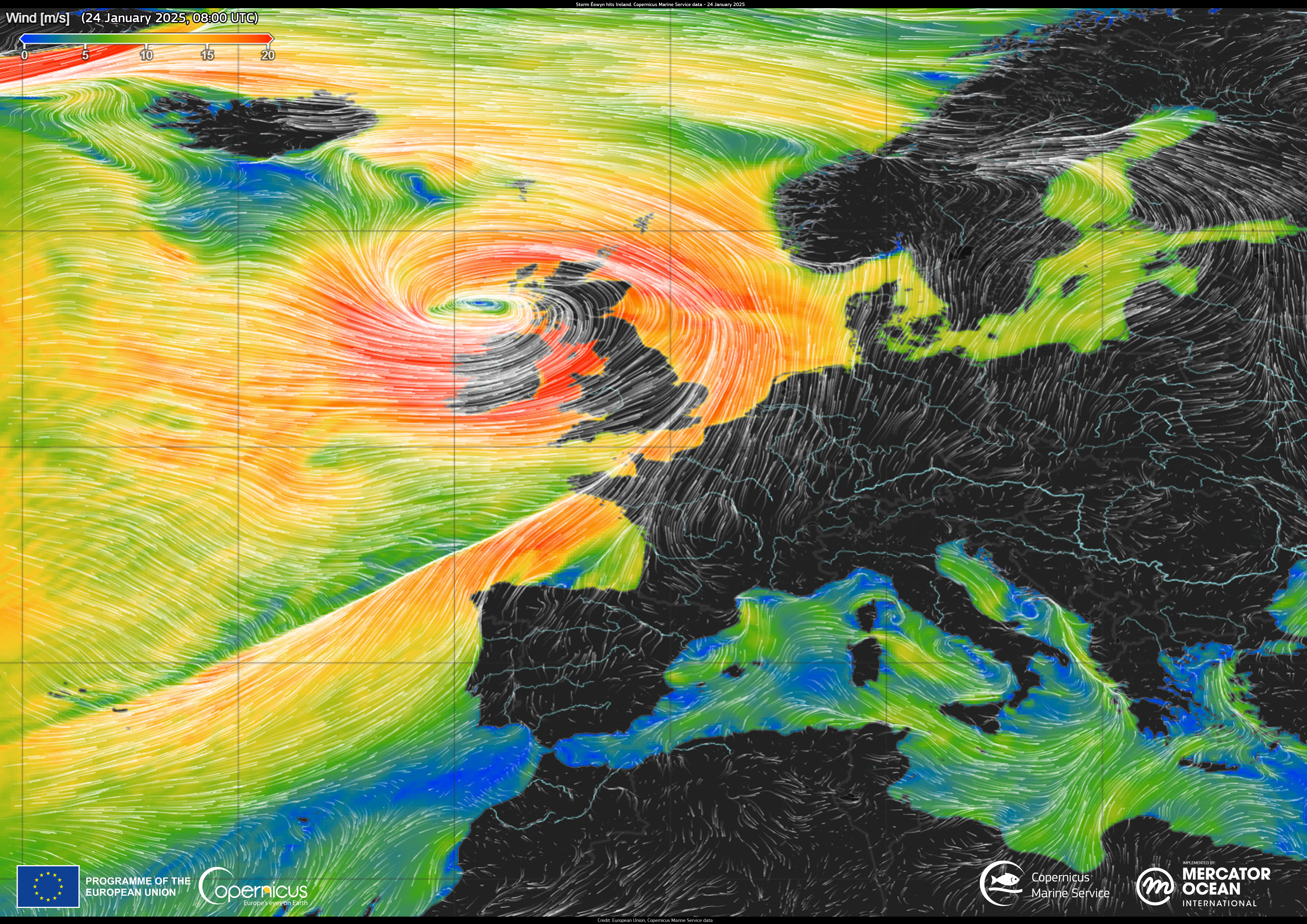
A chegada de Éowyn à Escócia

## Danos
Nos países atingidos, o vento forte destelhou prédios, inclusive parte do telhado do estádio da Universidade de Galway. Árvores, postes e fios de energia também foram derrubados e mais de 1 milhão de prédios ficaram sem luz na Irlanda e na Escócia. Mais de 1.000 voos tiveram que ser cancelados, incluindo em Dublin, Belfast, Edimburgo e Glasgow, e viagens de trem e balsa também foram interrompidas temporariamente. Muitas escolas e prédios de serviços não essenciais ficaram fechados.
Uma pessoa morreu na Irlanda, segundo a BBC.

## Wikinotícias
- Ciclone-bomba Éowyn provoca vento recorde na Irlanda, 25 de janeiro de 2025
- Ciclone-bomba Éowyn provoca ventos de furacão na Europa, 24 de janeiro de 2025